# 秋山拡
秋山 拡（あきやま ひろし、1904年10月22日 - 1999年9月7日）は、日本の経営者。北海道放送社長を務めた。北海道檜山郡江差町出身。

## 経歴・人物
1926年に逓信官吏練習所専修科無線電信科を卒業。札幌逓信局での勤務、北海道電波監理局長を経て、1960年に北海道放送に転じ、1961年に取締役に就任し、1965年に常務、1972年に専務を経て、1973年には社長に就任。1979年に会長に就任し、1982年から相談役に就任した。
1974年に勲三等瑞宝章を受章。
1999年9月7日老衰のために死去。94歳没。